# I Remember Yesterday (canción)
«I Remember Yesterday» es el sencillo del álbum homónimo de Donna Summer, lanzado en 1977. Tras su lanzamiento, se convirtió en un éxito en Europa, alcanzando el #14 en el UK Singles Chart y el #20 en el Dutch Top 40.

## Sencillos
- UK 7" sencillo (1977) GTO GT 107[1]

1. «I Remember Yesterday»
2. «Spring Affair»

- NL 7" sencillo (1977) Groovy 5 GRS 15010[2]

1. «I Remember Yesterday» (Part 1) - 4:45
2. «I Remember Yesterday» (Part 2) - 3:02

- GER 7" sencillo (1977) Atlantic ATL 11 028[3]

1. «I Remember Yesterday» - 4:07
2. «Back in Love Again» - 3:52

- UK 7" sencillo (1977) GTO GT 107[4]

1. «I Remember Yesterday»
2. «Spring Affair»

## Posicionamiento
| Lista/País (1977) | Posición más alta | Período   |
| ----------------- | ----------------- | --------- |
| Ö3 Austria Top 40 | 24                | 4 semanas |
| Dutch Top 40      | 20                | 3 semanas |
| UK Singles Chart  | 14                | 7 semanas |